# Mike Silliman
Michael Barnwell "Mike" Silliman (Louisville, Kentucky, 5 de mayo de 1944-16 de junio de 2000) fue un jugador de baloncesto estadounidense que disputó una temporada en la NBA, además de jugar previamente tres años en la AAU. Con 1,98 metros de estatura, jugaba en la posición de alero.

## Trayectoria deportiva

### Universidad
Jugó durante cuatro temporadas con los Black Knights de la Academia Militar de los Estados Unidos, en las que promedió 19,7 puntos y 11,5 rebotes por partido. Cuando se graduó, era el líder histórico en anotación del equipo, con 1.342 puntos, figurando en la actualidad en la décima posición, pero la marca lograda por Silliman fua anterior a la instauración de la línea de 3 puntos.
Tras graduarse, cumplió con el servicio militar obligatorio, jugando con el equipo de las Fuerzas Armadas en la Amateur Athletic Union.

### Selección nacional
Fue convocado hasta en cinco ocasiones para vestir la camiseta de la selección de baloncesto de los Estados Unidos, disputando los Campeonatos del Mundo de 1967 en Uruguay, donde acabaron en cuarta posición, y los de 1970 en Yugoslavia, donde acabaron quintos. 
Disputó también los Juegos Panamericanos de 1967 en Canadá, logrando el oro, y los Juegos Olímpicos de México 1968, donde también resultaron campeones. En estos últimos promedió 9,0 puntos por partido.

### Profesional
Fue elegido en la sexagésimo novena posición del Draft de la NBA de 1966 por New York Knicks, quienes lo traspasaron junto con Nate Bowman a los Buffalo Braves cuatro años después, tras finalizar su servicio militar. Allí jugó 36 partidos, en los que promedió 2,5 puntos y 1,7 rebotes.

## Estadísticas de su carrera en la NBA

### Temporada regular
| Temporada | Edad | Equipo         | Liga | P  | TIT | MIN  | TC  | TCA | %TC  | TL  | TLA | %TL  | REB | ASIS | FP  | PTS |
| 1970-71   | 26   | Buffalo Braves | NBA  | 36 |     | 10.2 | 1.0 | 2.2 | .456 | 0.5 | 1.1 | .487 | 1.7 | 0.6  | 1.0 | 2.5 |
| Total     |      |                | NBA  | 36 |     | 10.2 | 1.0 | 2.2 | .456 | 0.5 | 1.1 | .487 | 1.7 | 0.6  | 1.0 | 2.5 |